# Robert Kiesel
Robert Kiesel (Estados Unidos, 30 de agosto de 1911-6 de agosto de 1993) fue un atleta estadounidense, especialista en la prueba de 4 x 100 m en la que llegó a ser campeón olímpico en 1932.

## Carrera deportiva
En los JJ. OO. de Los Ángeles 1932 ganó la medalla de oro en los relevo de 4 x 100 metros, corriéndolos en un tiempo de 40.0 segundos, llegando a meta por delante de Alemania (plata) e Italia (bronce), siendo sus compañeros de equipo: Hector Dyer, Emmett Toppino y Frank Wykoff.